# Луїс Мартінес Сапата
Луїс Мартінес Сапата (ісп. Luis Martínez Zapata; 27 липня 1925 — 25 листопада 2008) — іспанський боксер найлегшої ваги, чемпіон Європи з боксу (1947), олімпієць.

## Життєпис
На першому повоєнному чемпіонаті Європи з боксу 1947 року в Дубліні (Ірландія) переміг Оллі Лехтінена (Фінляндія), Йожефа Беднаї (Угорщина) та у фіналі — Джиммі Клінтона (Шотландія), ставши чемпіоном Європи.
На літніх Олімпійських іграх 1948 року в Лондоні (Велика Британія) брав участь у змаганнях боксерів найлегшої ваги. Спочатку переміг Мікшу Бонді (Угорщина) і Рона Говера (Австралія), проте у чвертьфіналі поступився майбутньому фіналістові Спартако Бандінеллі (Італія).
У 1948 році перейшов у професійний бокс. Провів 7 поєдинків, у 5 з яких одержав перемогу.